# New-York-City-Marathon 1972
Der New-York-City-Marathon 1972 war die 3. Ausgabe der jährlich stattfindenden Laufveranstaltung in New York City, Vereinigte Staaten. Der Marathon fand am 1. Oktober 1972 statt.
Bei den Männern gewann Robert Karlin in 2:27:52 h und bei den Frauen Nina Kuscsik in 3:08:41 h.

## Ergebnisse

### Männer
| Platz | Athlet           | Land               | Zeit (h) |
| ----- | ---------------- | ------------------ | -------- |
| 01    | Robert Karlin    | Vereinigte Staaten | 2:27:52  |
| 02    | Glenn Appell     | Vereinigte Staaten | 2:32:51  |
| 03    | Pat Bastick      | Vereinigte Staaten | 2:33:42  |
| 04    | William Bragg    | Vereinigte Staaten | 2:33:55  |
| 05    | Arthur Hall      | Vereinigte Staaten | 2:37:22  |
| 06    | Augustin Calle   | Vereinigte Staaten | 2:39:17  |
| 07    | Jim Mcdonagh     | Vereinigte Staaten | 2:42:34  |
| 08    | Orlando Martinez | Vereinigte Staaten | 2:42:38  |
| 09    | David Faherty    | Vereinigte Staaten | 2:43:36  |
| 10    | Charles Collier  | Vereinigte Staaten | 2:43:38  |

### Frauen
| Platz | Athletin         | Land               | Zeit (h) |
| ----- | ---------------- | ------------------ | -------- |
| 01    | Nina Kuscsik     | Vereinigte Staaten | 3:08:41  |
| 02    | Patricia Barrett | Vereinigte Staaten | 3:29:33  |